# موردن، دورست
موردن (به انگلیسی: Morden) یک روستا و محله مدنی در بریتانیا است که در Purbeck واقع شده‌است. موردن ۳۲۳ نفر جمعیت دارد.